# Ecco the Dolphin: Defender of the Future
Ecco the Dolphin: Defender of the Future is een computerspel dat werd ontwikkeld door Appaloosa Interactive en uitgegeven door Sega. Het spel kwam in 2000 uit de Sega Dreamcast en twee jaar later voor de PlayStation 2. Het spel speelt zich af ver in de toekomst waarbij mensen en dolfijnen in harmonie met elkaar leven. Een buitenaartse levensvorm genaamd Foe wil het verdedigingssysteem van de aarde aanvallen. Een dolfijn genaamd Ecco moet door de tijd reizen om een aantal dingen recht te zetten. Het spel omvat meer dan 25 onderwatergebieden. Ecco zal met veel onderwaterdieren moeten communiceren om de Foe te verslaan.

## Platforms
| Jaar | Platform      |
| ---- | ------------- |
| 2000 | Dreamcast     |
| 2002 | PlayStation 2 |

## Ontvangst
| Beoordeeld door       | Platform      | Datum            | Score |
| --------------------- | ------------- | ---------------- | ----- |
| 4Players.de           | Dreamcast     | 31 juli 2000     | 90%   |
| Jeuxvideo.com         | Dreamcast     | 4 juli 2000      | 85%   |
| Game Revolution       | Dreamcast     | 1 augustus 2000  | 83%   |
| 4Players.de           | PlayStation 2 | 18 februari 2002 | 83%   |
| GamePro (USA)         | PlayStation 2 | 10 april 2002    | 80%   |
| Gaming Target         | Dreamcast     | 29 augustus 2000 | 80%   |
| Peliplaneetta.net     | PlayStation 2 | 18 maart 2002    | 70%   |
| Gameplanet            | PlayStation 2 | 25 februari 2002 | 70%   |
| Futuregamez.net       | PlayStation 2 | 26 februari 2002 | 61%   |
| The Video Game Critic | Dreamcast     | 6 september 2000 | 25%   |